# Corinne Griffith
Corinne Mae Griffin (ur. 24 listopada 1895 w Texarkana, zm. 13 lipca 1979 w Santa Monica) – amerykańska aktorka, nominowana do Oscara za rolę w filmie Królowa bez korony.

Corinne Griffith sfotografowany przez Alfred Cheney Johnston
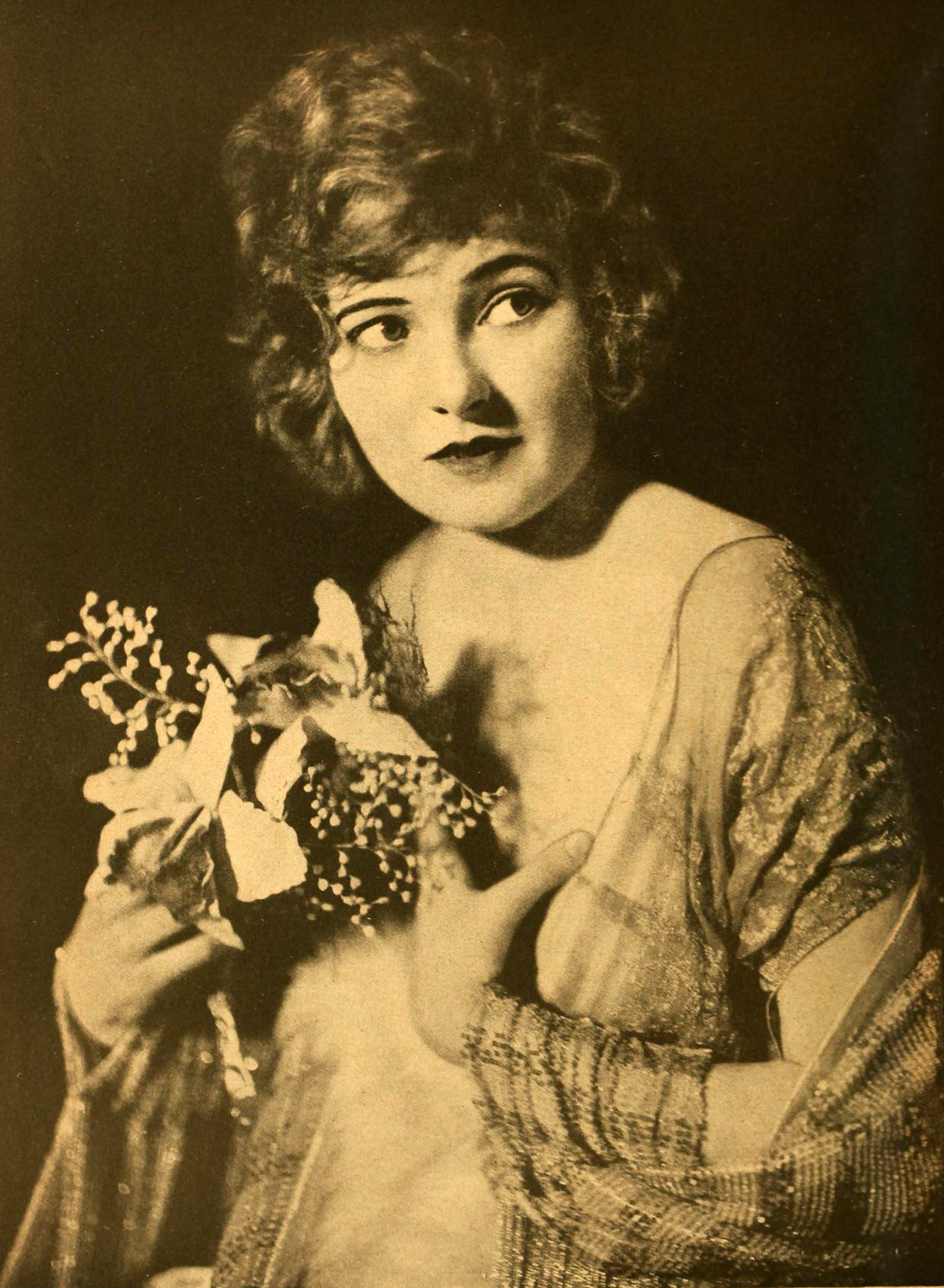
Photoplay (1919)
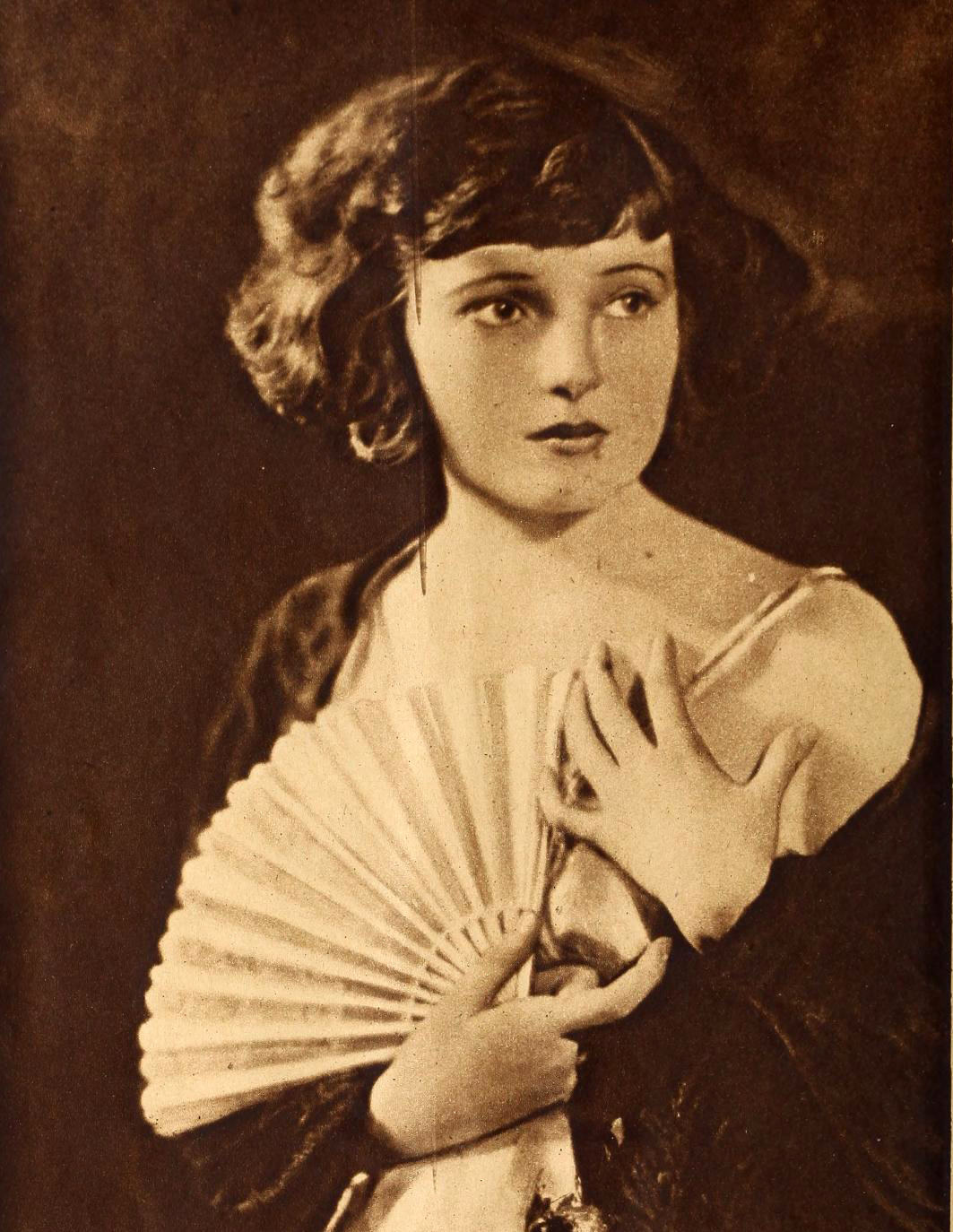
Picture Play (1920)
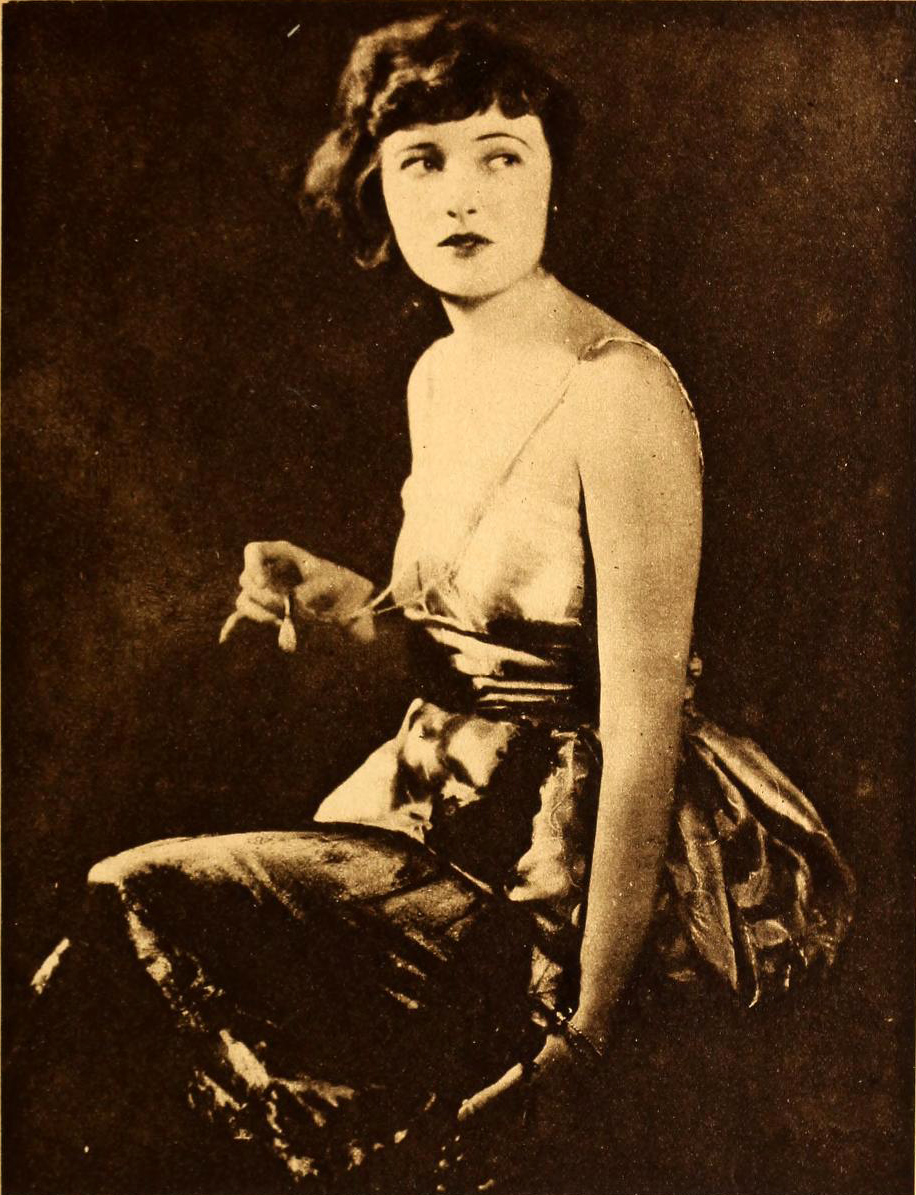
Motion Picture Magazine (1920)
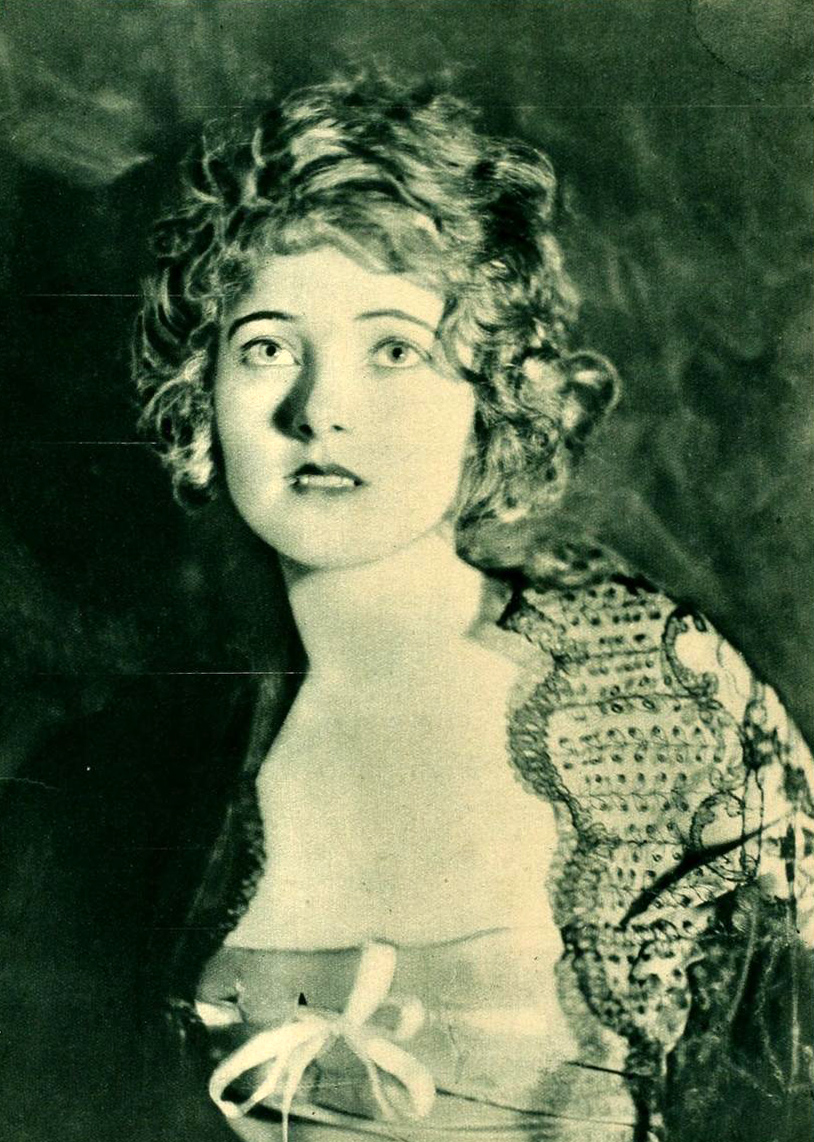
Motion Picture Classic (1920)
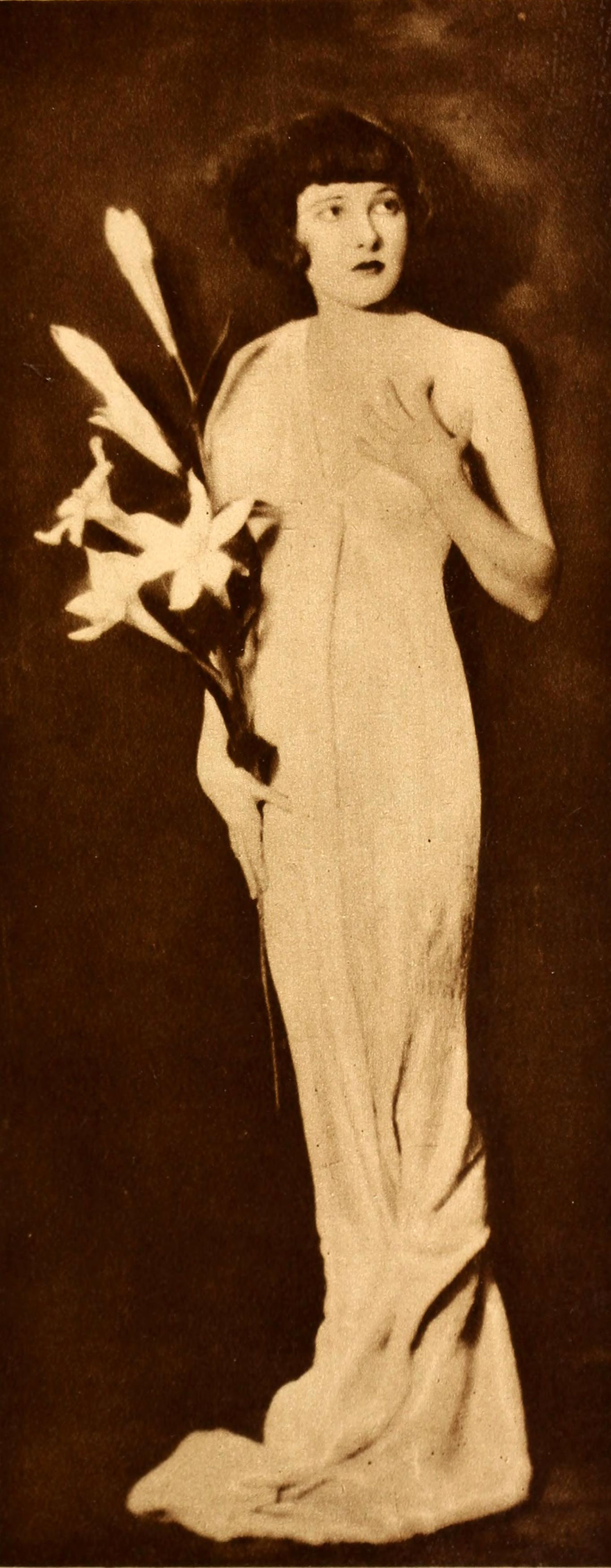
Motion Picture Magazine (1920)
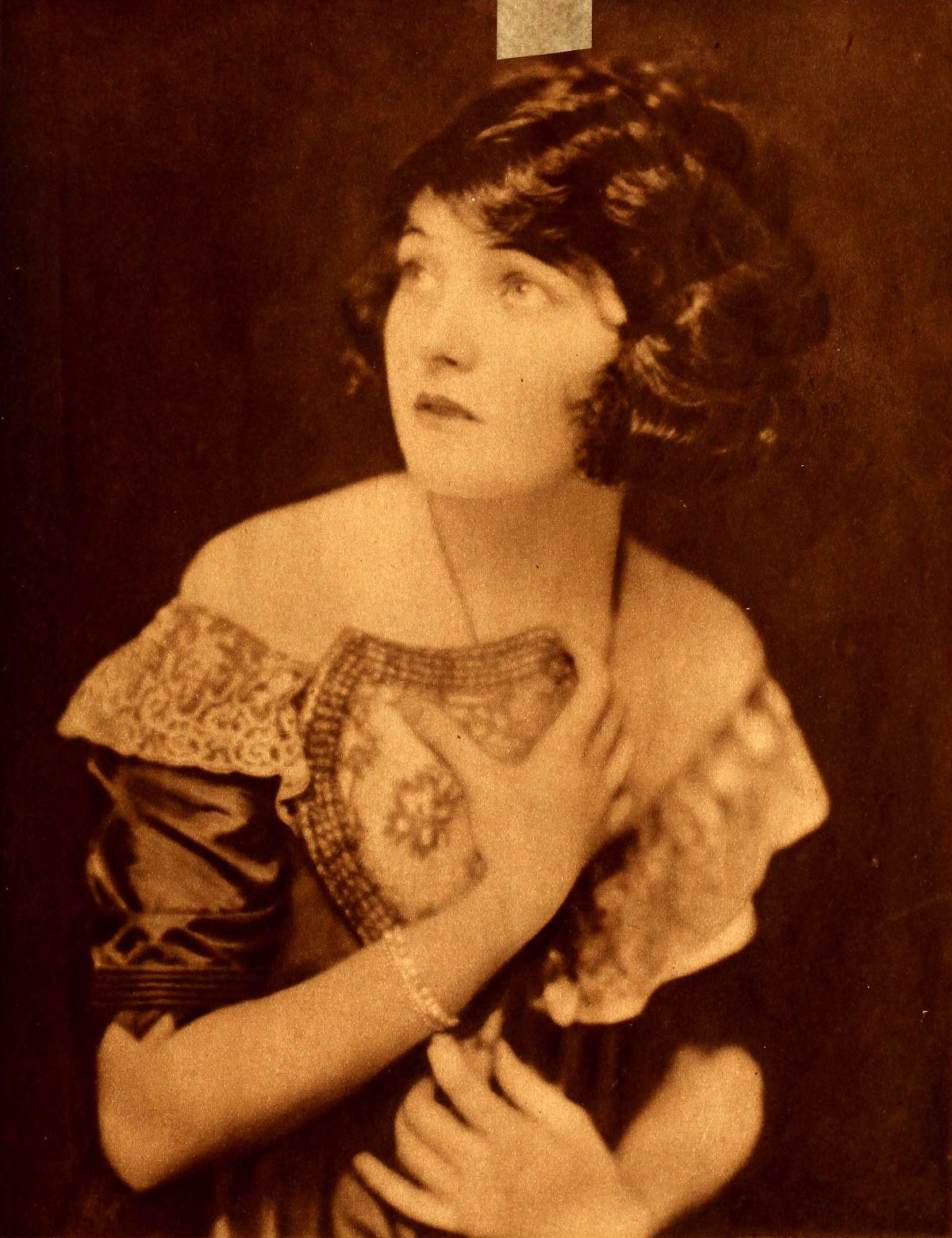
Motion Picture Magazine (1921)
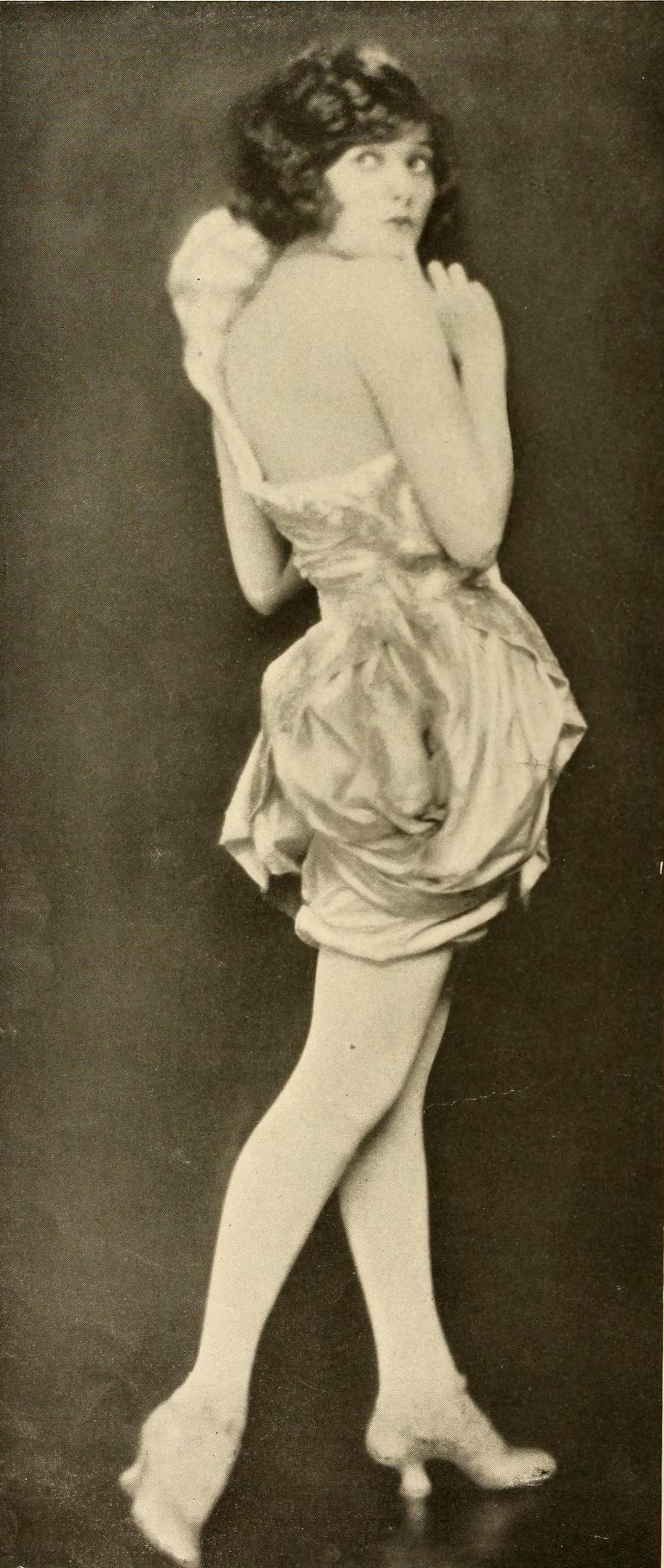
Photoplay (1921)
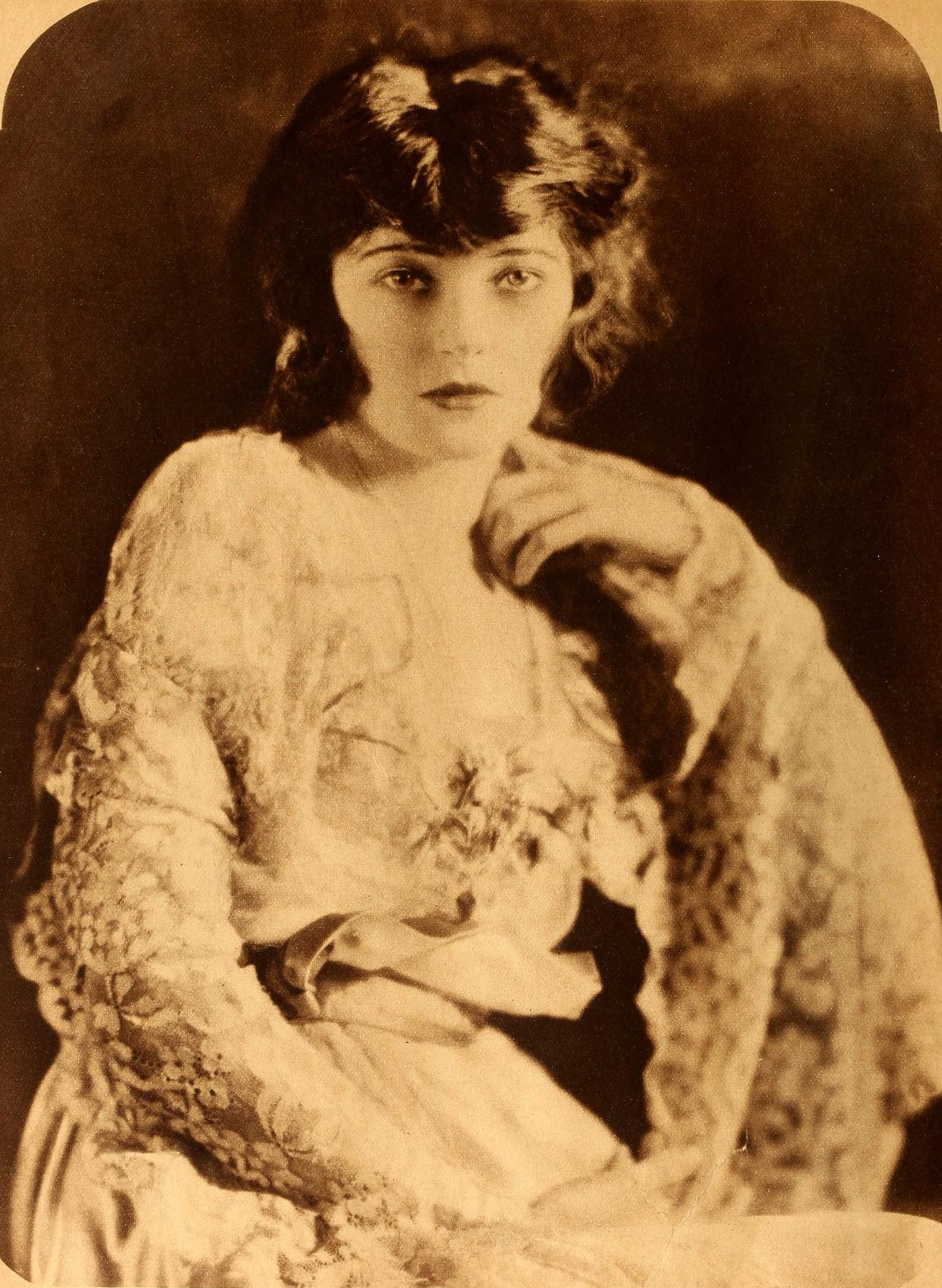
Motion Picture Magazine (1921)
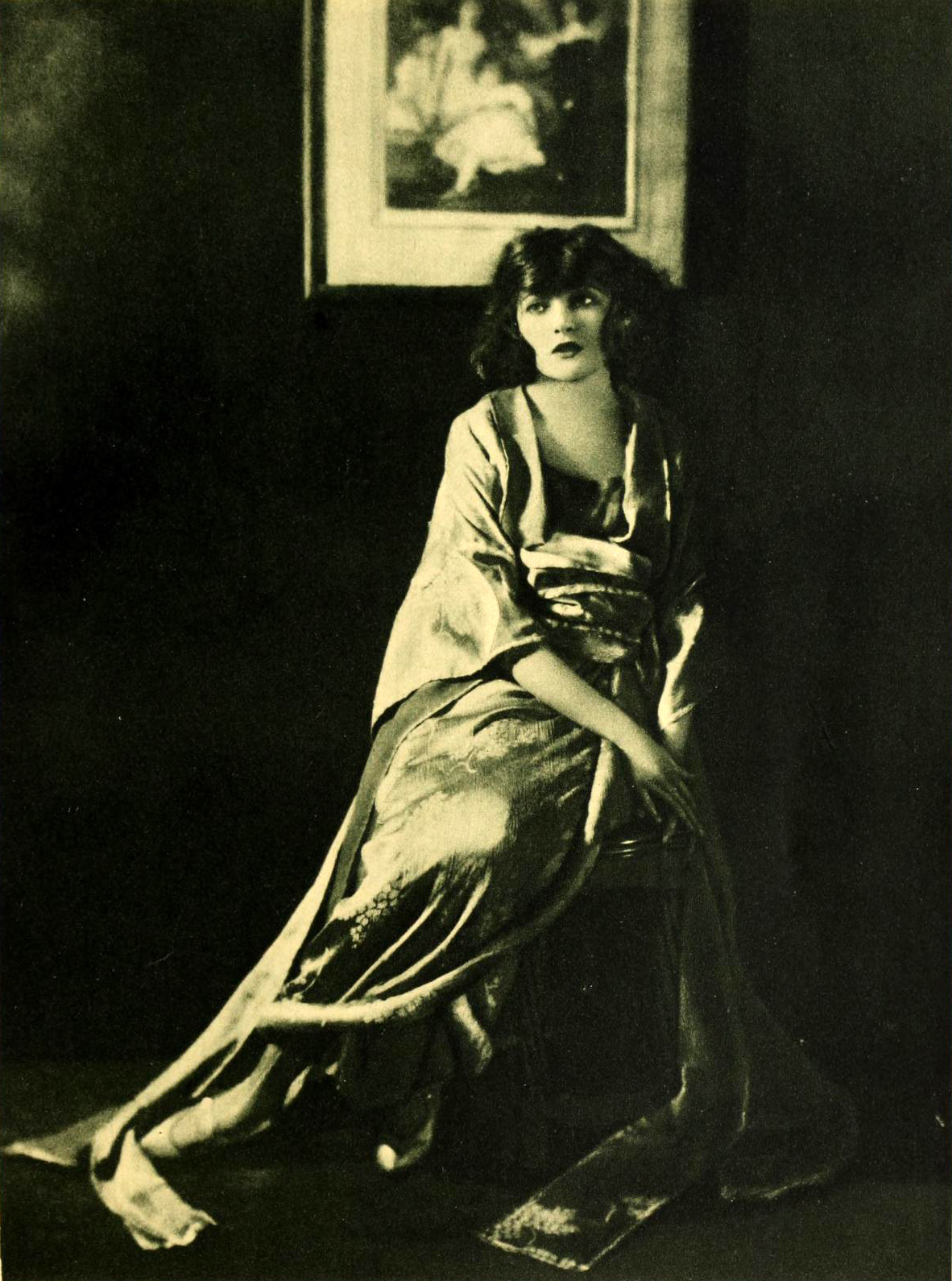
Photoplay (1921)